# بوصة مكعبة

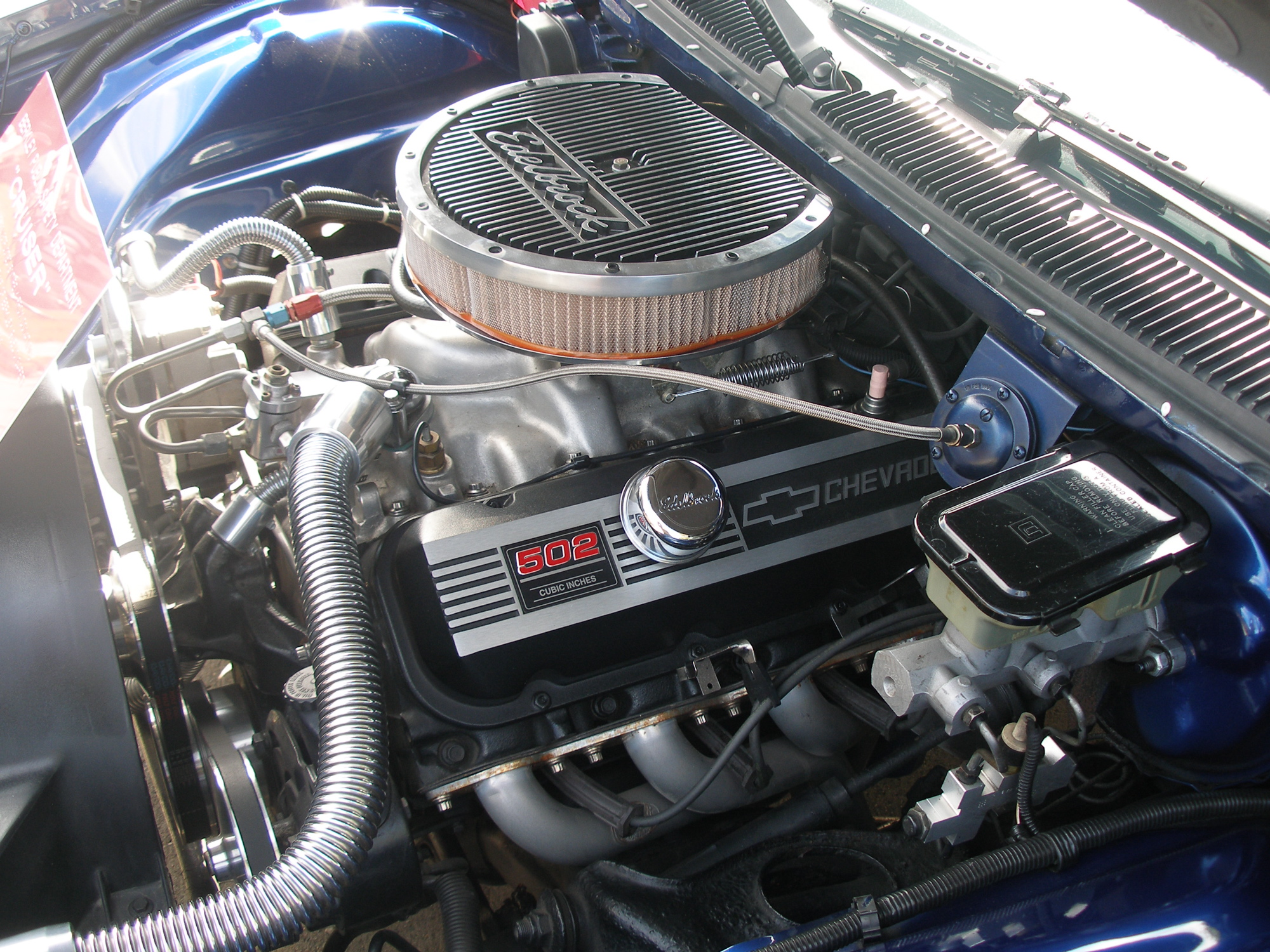
يشار إلى حجم المحرك بالبوصة المكعبة كما يظهر الرقم 502

بوصة مكعبة (بالإنجليزية: cubic inch)‏ هي وحدة اقياس الحجم، وهي من الوحدات الإمبراطورية ووحدات القياس العرفية الأمريكية. وهي قياس حجم المكعب بأبعادها الثلاثة (الطول والعرض والعمق) باستخدام البوصة كوحدة قياس.
البوصة المكعبة، والقدم المكعب لا تزال تستخدم كوحدات لقياس الحجم في الولايات المتحدة، على الرغم من أن نظام الوحدات الدولي (SI) هو الشائع لقياس الحجم، كذلك قأن اللتر، ملليلتر، ومتر مكعب، تستخدم أيضا، خصوصا في التصنيع والتكنولوجيا العالية.
واحد قدم مكعب يساوي بالضبط 1,728 بوصة مكعبة حيث أن 123 = 1,728.

## اتفاقيات الترميز
الرموز التالية تستخدم للدلالة على البوصة المكعبة:
- cubic in
- cu inch, cu in
- inch^3, in^3
- inch³, in³
- c.i., CI
- cui
- c.i.d., cid, CID — بوصة مكعبة لسعة المحرك في محركات الاحتراق الداخلي

## التكافؤ مع وحدات الحجم الأخرى
1 بوصة مكعبة (على افتراض بوصة دولية) تساوي:
- 0.000578703703703 قدم مكعب (1 قدم مكعب يساوي 1,728 بوصة مكعبة)
- تقريبا 1 ملعقة طعام (1.0 U.S. غالون = 256 U.S. ملعقة طعام = 231 بوصة مكعبة)
- تقريبا 0.554112552 أمريكي/إنجليزي اونصة سائلة
- تقريبا 0.069264069 أمريكي/إنجليزي كوب
- تقريبا 0.000465025413 أمريكي/إنجليزي بوشل
- تقريبا 0.004329 غالون أمريكي سائل (1.0 غالون يساوي 231 بوصة مكعبة بالضبط [3 بوصة × 7 بوصة × 11 بوصة])
- تقريبا 0.00010307 برميل من النفط الخام (1.0 برميل يساوي 42 غالون، بحكم التعريف، أو 9,702 بوصة مكعبة)
- بالضبط 0.016387064 لتر (1.0 لتر هو تقريبا 61 بوصة مكعبة [بالضبط 61.0237440947323 بوصة مكعبة])
- بالضبط 16.387064 ملليلتر أو سم مكعب (وهذا بدوره ما يقارب من 0.061 بوصة مكعبة)
- بالضبط 0.000016387064 متر مكعب (1.0 م³ هو تقريبا 61,023.74 بوصة مكعبة)

## استخدامات البوصة المكعبة

### حجم صناديق الكهرباء
استخدمت البوصة المكعبة منذ عقود كوحدة تقليدية في أمريكا الشمالية لقياس حجم الصناديق الكهربائية. ونظرا للتصدير الواسع للمعدات الكهربائية إلى دول أخرى، مما أدى إلى استخدام البوصة المكعبة كوحدة لقياس حجم صناديق الكهرباء في بعض البلدان خارج أمريكا الشمالية.

### إزاحة المحرك

#### أمريكا الشمالية
تم استخدام البوصة المكعبة سابقا من قبل صناعة السيارات وصناعة الطائرات في أمريكا الشمالية (قبل عقد الثمانينات من القرن العشرين) للتعبير عن الاسمي لسعة المحرك في المحركات الجديدة المستخدمة في السيارات، الشاحنات، الطائرات، ولا تزال تستخدم البوصة المكعبة لهذا الغرض في جمع السيارات الكلاسيكية. الآن، يستخدم اللتر لهذا الغرض في صناعة السيارات، في حين أن المحركات الترددية المستخدمة في الطائرات التجارية تستخدم في كثير من الأحيان أرقام نموذجية تعبر عن حجم سعة المحرك بالبوصة المكعبة. الجيل الخامس من سيارة فورد موستانغ لديه الإصدار «بوس 302» (Boss 302) والذي يعكس تراث السيارة - مع خمسة ليتر (302 بوصة مكعبة) وهو مماثل لمحرك بوس الأصلي. أيضا، فأن شيفروليه كورفيت قامت بإحياء استخدام 427. كذلك، فأن دودج لديها «تشالنجر 392» (تحويل من محركها V8 6.4 ليتر).

#### المملكة المتحدة
في المملكة المتحدة، يستخدم الآن اللتر لدلالة عن سعة المحرك. ومع ذلك، فأنه في الماضي تم استخدام أرقام البوصة المكعبة أحيانا للدلالة على رقم الطراز. ومن الأمثلة على ذلك اعتماد حافلات (AEC Reliance) التي كانت متوفرة مع خمسة محركات مختلفة:
- إيه إتش 470, 470 بوصة مكعبة، 7.7 ليتر
- إيه إتش 505, 505 بوصة مكعبة، 8.1 ليتر
- إيه إتش 590, 590 بوصة مكعبة، 9.6 ليتر
- إيه إتش 691, 691 بوصة مكعبة، 11.3 ليتر
- إيه إتش 760, 760 بوصة مكعبة، 12.4 ليتر

لمزيد من المعلومات، انظر سعة المحرك.